# Градник, Алоиз

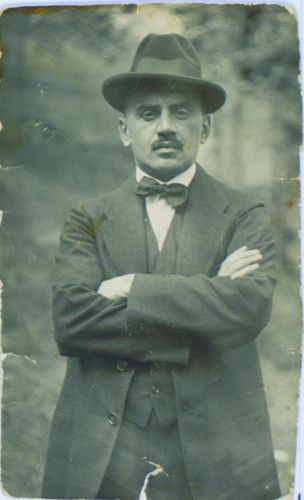
Алоиз Градник, 1916

А́лоиз Гра́дник (словен. Alojz Gradnik, 3 августа 1882, Медана, тогда Австро-Венгрия, ныне регион Горишка, Словения –  14 июля 1967, Любляна) – словенский поэт и переводчик.

## Биография
Отец – словенец из Триеста, мать – фриулийка из графства Горица и Градишка. Алоиз окончил гимназию в Гориции, позднее изучал право в Вене. С 1907 служил судьей в Пуле и других городках Австрийского Приморья. В 1920, после итальянской аннексии  Венеции-Джулии, эмигрировал в Королевство Югославия, где также служил на судейских должностях. В Загребе сблизился с кругом Владимира Назора. После вторжения нацистской Германии в 1941 вернулся в Любляну. В 1942-1943 был узником концлагеря в Гонарсе, что потом отозвалось в его творчестве. После войны жил в Любляне, регулярно наезжал в родные места.

## Творчество
Глубоко религиозная, католическая, наследовавшая символизму (Йосип Мурн)  лирика Градника не была признана ни литературным мейнстримом между двумя мировыми войнами, ни коммунистической Югославией, где фактически была полностью вытеснена из литературного обихода. Его стихи заново открыли в 1980-е годы, теперь он считается одним из крупнейших поэтов словенского языка.

## Книги
- Padajoče zvezde (1916, 1923)
- Begunci (1917)
- Pot bolesti (1922)
- Pisma (1924)
- De Profundis (1926)
- Svetle samote (1932)
- Večni studenci (1938)
- Zlate lestve (1940)
- Bog in umetnik (1943)
- Pojoča kri (1944)
- Pesmi o Maji (1944)
- Primorski soneti (1952)
- Narobe svet in druge pesmi za mladino (1953)
- Harfa v vetru (1954)
- Eros-Tanatos (1962, 1972)

## Переводческая деятельность
Был полиглотом, кроме основных современных европейских языков владел латынью и греческим, изучал санскрит, персидский, бенгальский, мандаринский языки. Переводил произведения Данте, Петрарки, Леопарди, Кардуччи, Фосколо, Роденбаха, Ромена Роллана, Чехова, Горького, Хименеса, Лорки, Петёфи, Ади, сербских поэтов  и многих других.

## Признание
Член Словенской академии наук и искусств.

## Публикации на русском языке
- Поэзия Словении. XX век/ Сост. А.Романенко.  М.: Художественная литература, 1989
- Сонет в переводе Виктора Санчука